# 北海点字図書館

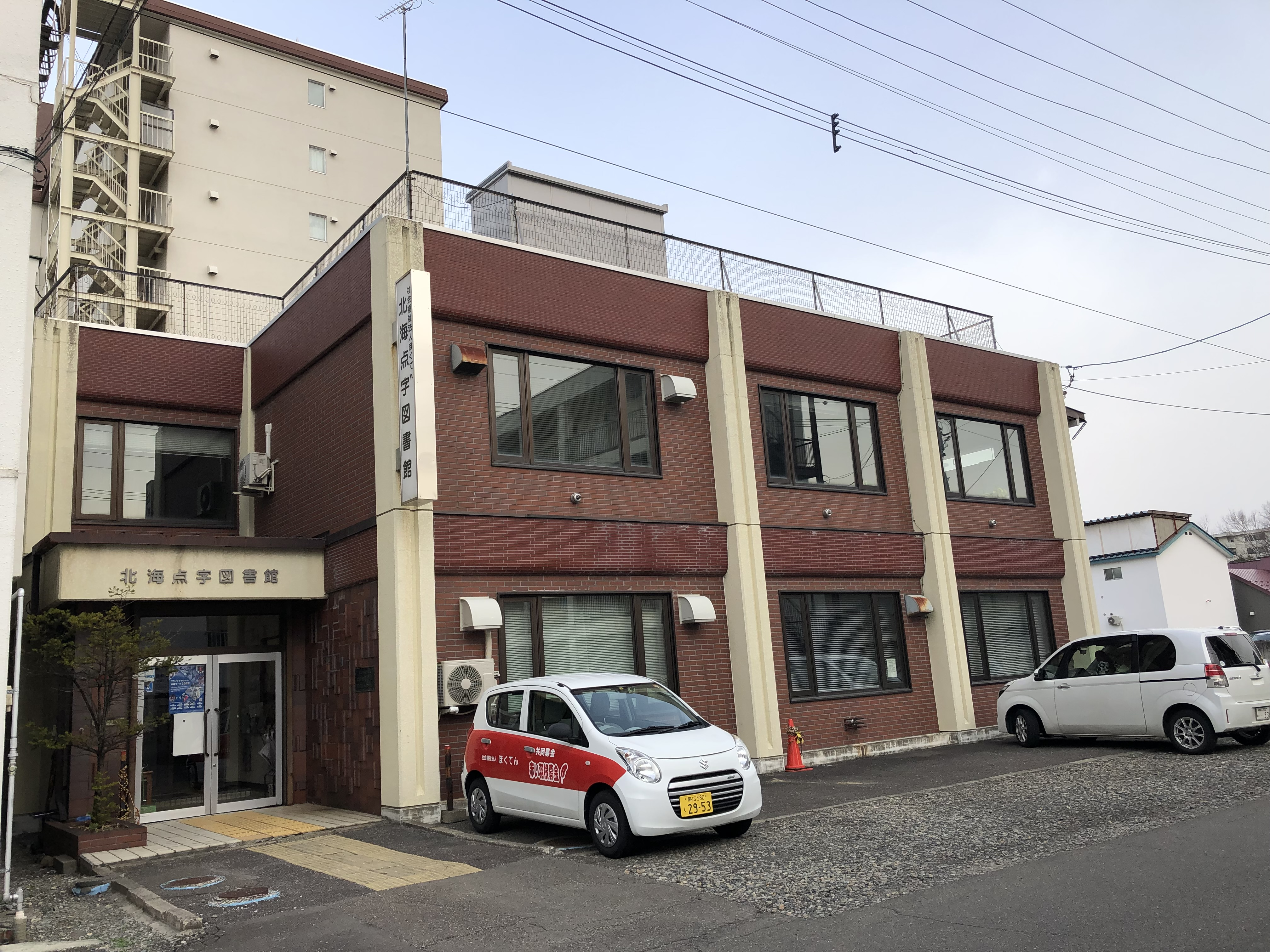
北海点字図書館外観

北海点字図書館（ほっかいてんじとしょかん）は、北海道帯広市に設立されている点字図書館。日本で3番目に設立された点字図書館である。社会福祉法人ほくてんが運営を行っている。
ヘレン・ケラーの訪日を記念して、開設された点字図書館である。

## 歴史
- 1949年8月 - 後藤寅市が帯広市内の自宅を開放して開設。
- 1952年8月 - 帯広市の現在地に北海点字図書館を開館。

## ヘレン・ケラー記念塔
ヘレン・ケラー記念塔は盲人のために設計された高さ20メートルほどの細身の塔である。設計時の名称は「静けさの塔」であった。
内部は4層になっていて、盲人が楽しめるように様々な工夫がされている。モダニズム建築が視覚的な価値を優先し視覚以外の価値を大方は捨ててきたのと対照的に、視覚的な価値以外の意味について重点を置いた設計となっている。
塔の内部は各層とも非常に暗くなっており、晴眼者にも盲人の追体験や視覚が効かないことによる想像力について想いを巡らせ、その尊厳を愛しむことができる。
設計は石山修武研究室。